# الظرمات (المخادر)

تعديل مصدري - تعديل

الظرمات هي إحدى قرى عزلة السحول بمديرية المخادر التابعة لمحافظة إب، بلغ تعداد سكانها 359 نسمة حسب تعداد اليمن لعام 2004.